# Верхнекамская возвышенность

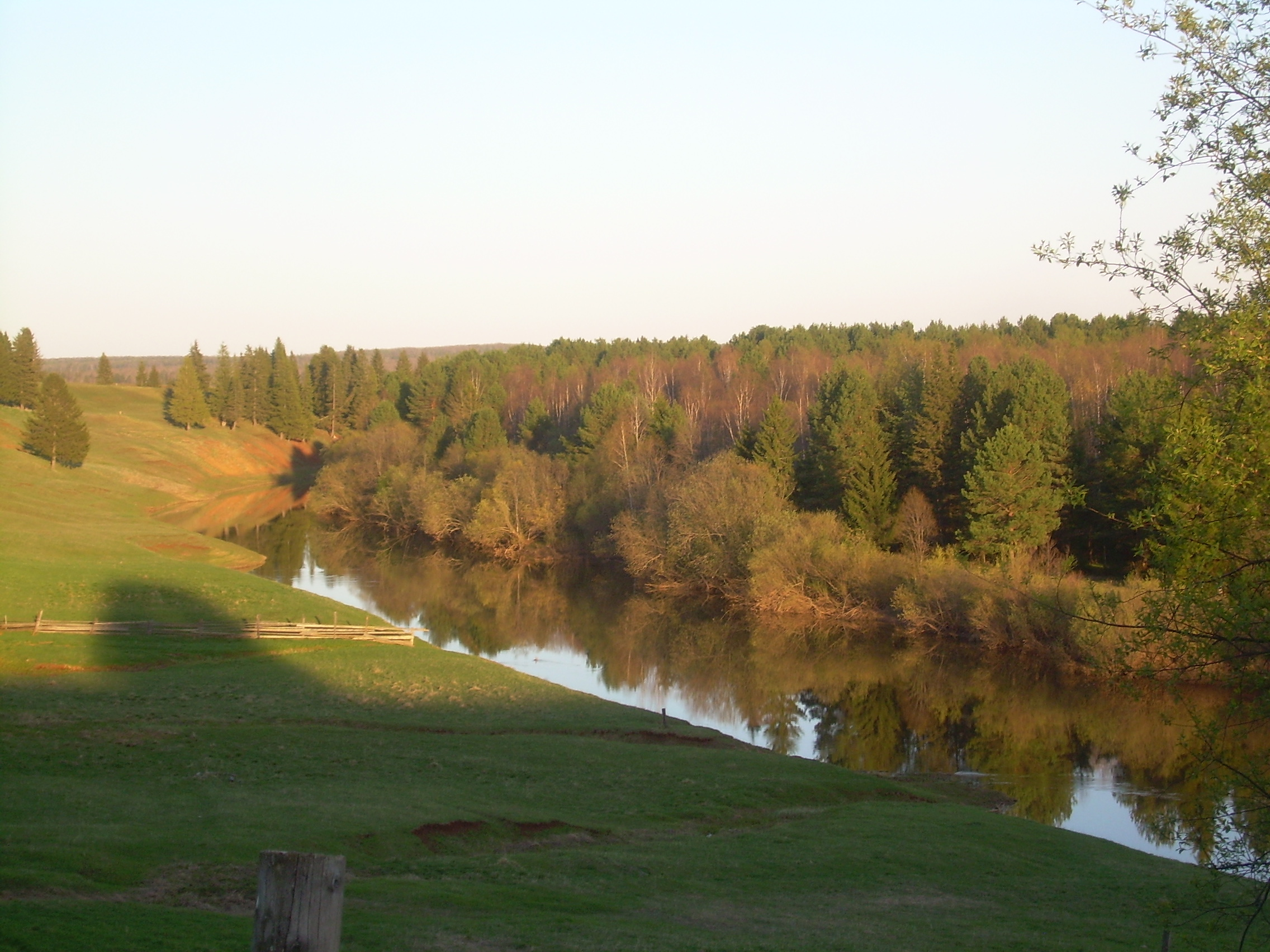
Верхнекамская возвышенность в окрестностях с. Сергино

Верхнека́мская возвы́шенность находится в верховьях рек Кама и Вятка, в пределах Удмуртии, Пермского края и Кировской области России.
На восточном склоне возвышенности берут своё начало крупные правобережные притоки Камы — Иньва, Обва, на северном склоне водораздела располагается исток самой реки Камы и притока Косы, а также Вятки. На западном склоне располагаются левобережные притоки Вятки (Белая и Чёрная Холуницы), с южного склона, облекая возвышенность, течёт Чепца.
Высота рельефа в наиболее приподнятой части возвышенности достигает 300—335 м (высшая точка — гора Краснояр, Афанасьевский район Кировской области, 337 м), средние же его отметки 240—280 м. Рельеф сильно расчленён.
Коренные породы с поверхности представлены глинами, мергелями и песками перми, триаса, юры и мела, четвертичные — в основном элювием коренных. В недрах запасы нефти: крупнейшие месторождения — Краснокамское и Мишкинское. Значительные запасы торфа.
Земли местами распаханы, особенно в восточной части возвышенности. Почвы дерново-подзолистые преимущественно супесчаные. Возвышенность покрыта большей частью хвойными лесами.